# Сан Коломбано Чертеноли
Сан Коломба̀но Чертѐноли (на италиански: San Colombano Certenoli; на лигурски: San Comban, Сан Комбан) е община в Северна Италия, провинция Генуа, регион Лигурия. Разположена е на 45 m надморска височина. Населението на общината е 2705 души (към 2011 г.).
Административен център е село Киеза Нуова (Chiesa Nuova).